# Kazuko Takatsukasa
Kazuko Takatsukasa, född 1929, död 1989, var en japansk prinsessa. Hon var dotter till kejsar Hirohito och kejsarinnan Nagako av Japan. 
Hon studerade vid Gakushūin. Hon gifte sig 1950 med Toshimichi Takatsukasa. Hennes make tillhörde de aristokratiska familjer som prinsessor traditionsenligt brukade gifta in sig i, men genom de nya reglerna från 1947 hade den japanska adeln avskaffats, vilket innebar att hon blev den första japanska prinsessa som gifte sig med en "vanlig medborgare" och därmed förlorade sin kejserliga status. 